# Lars Buss
Lars Buss (* 30. Juni 1978) ist ein ehemaliger deutscher Basketballspieler.

## Laufbahn
Buss spielte zwischen 1997 und 2000 für den TK Hannover in der 2. Basketball-Bundesliga, zur Saison 2000/01 wechselte er innerhalb dieser Spielklasse zum BBC Bayreuth, den er bis 2004 verstärkte und eine feste Größe der Mannschaft unter dem Korb war. 2004 ging der 2,02 Meter lange Innenspieler zu Bayreuths Staffelkonkurrenten BV Chemnitz 99, 2005 zog er zum TuS Jena weiter, für den er zunächst ebenfalls in der zweiten Liga spielte und im Frühjahr 2007 den Aufstieg in die Basketball-Bundesliga bewerkstelligte. Für die Thüringer lief er dann erst auch in der Bundesliga auf, verließ den Verein jedoch im Laufe der Spielzeit und wechselte im Januar 2008 zum Mitteldeutschen Basketball Club in die 2. Bundesliga ProA.
Im Sommer 2008 wurde er von den SCH Würzburg Baskets verpflichtet und marschierte mit der Mannschaft bis 2010 über die 2. Bundesliga ProB bis in die 2. Bundesliga ProA durch. Buss spielte bis 2011 für die Würzburger, verließ dann die Mannschaft, blieb jedoch in der Stadt und verstärkte fortan den SC Heuchelhof in der 2. Regionalliga. Später spielte er noch unterklassig für die TG Würzburg. Für die TG Würzburg lief er auch im Altherrenbereich auf und kam mit der Mannschaft zu Deutschen Meisterehren.
Im Vorfeld der Saison 2019/20 übernahm Buss, der hauptberuflich bei einer Krankenkasse angestellt ist, das Traineramt beim Regionalligisten TSV Neustadt am Rübenberge. Zuvor war er bereits Co-Trainer der Mannschaft. 2024 führte Buss die Mannschaft zum Aufstieg in die 2. Bundesliga ProB. Im November 2024 wurde er als Neustädter Trainer entlassen, da die Mannschaft als ProB-Neuling die ersten acht Spiele der Saison 2024/25 verloren hatte.